# Audru község
Audru község (észtül: Audru vald) önkormányzattal rendelkező közigazgatási egység volt Észtország Pärnu megyéjében. Székhelye Audru kisváros volt.
A 2017-es észtországi közigazgatási reform során megszüntették és Pärnu községhez csatolták.
Területe 379 km², lakossága a 2011. január 1-jei állapot szerint 5369 fő. Az önkormányzathoz 25 település tartozik. Utolsó polgármestere Siim Suursild volt.

## Települések

### Városok
- Lavassaare

### Kisvárosok
- Audru

### Falvak
- Ahaste
- Aruvälja
- Eassalu
- Jõõpre
- Kabriste
- Kärbu
- Kihlepa
- Kõima
- Lemmetsa
- Liiva
- Lindi
- Liu
- Malda
- Marksa
- Oara
- Papsaare
- Põhara
- Põldeotsa
- Ridalepa
- Saari
- Saulepa
- Soeva
- Soomra
- Tuuraste
- Valgeranna